# باربرا غست
باربرا غست (بالإنجليزية: Barbara Guest)‏‏ (6 سبتمبر 1920 في كارولاينا الشمالية - 15 فبراير 2006 في بيركيلي، كاليفورنيا) شاعرة، ومؤلفة، وكاتِبة، وكاتبة مسرحية، وروائية من الولايات المتحدة.